# The Best Classics... Ever! Vol.2
The Best Classics... Ever! Vol.2 – dziewiąta składanka z cyklu The Best... Ever!. Jest to także druga część serii The Best Classics.. Ever!.
Album w Polsce uzyskał status poczwórnej platynowej płyty.

## Lista utworów

### CD 1 (słowiańska)
1. Modest Musorgski – „Promenada: Allegro giusto, nel modo russico, senza allegrezza, ma poco sostenuto (Obrazki z wystawy)”
2. Michaił Glinka – Uwertura do „Rusłana i Ludmiły)”
3. Antonín Dvořák – VIII Symfonia G-dur, op. 88
4. Stanisław Moniuszko – „Prząśniczka”
5. Aram Chaczaturian – „Taniec z szablami (Gajane)”
6. Henryk Mikołaj Górecki – „III symfonia – Symfonia pieśni żałosnych”
7. Leoš Janáček – Sinfonietta, op. 60
8. Nikołaj Rimski-Korsakow – „Morze i okręt Sindbada (Szeherezada)”
9. Dymitr Szostakowicz – „Szerszeń”, suita op. 97a
10. Aleksandr Borodin – „Tańce połowieckie (Kniaź Igor)”
11. Bedřich Smetana – „Vltava (Ma vlast)”
12. Igor Strawinski – „Ognisty ptak”
13. Antonín Dvořák – „pieśń do księżyca” (Rusałka)
14. Fryderyk Chopin – Mazurek No 2, op. 63 F-dur
15. Dymitr Szostakowicz – „Jazz Suite” nr 1
16. Paweł Szymański – „Sarabande"
17. Modest Musorgski – „Stary zamek: Andante (Obrazki z wystawy)”
18. Antonín Dvořák – „Tańce słowiańskie”, op. 72

### CD 2 (germańska)
1. Wolfgang Amadeus Mozart – Symfonia nr 40 g-moll
2. Johann Strauss (syn) – „Wiedeńska krew, op. 354"
3. Robert Schumann – „Träumerei"
4. Gustav Mahler – III symfonia d-moll
5. Johann Sebastian Bach – „Koncerty brandenburskie”, I koncert F-dur BWV 1046
6. Felix Mendelssohn-Bartholdy – Sonata na wiolonczelę i fortepian nr 2
7. Johannes Brahms – „Taniec węgierski”, nr 1 g-moll
8. Fritz Kreisler – „Liebesleid"
9. Franz Schubert – Kwartet smyczkowy d-moll „(Śmierć i dziewczyna)”
10. Max Bruch – „Fantazja szkocka” Es-dur, op. 46
11. Wolfgang Amadeus Mozart – Sonata fortepianowa A-dur (KV 331
12. Ludwig van Beethoven – „Dla Elizy”
13. Johannes Brahms – Koncert skrzypcowy D-dur, op. 77
14. Joseph Haydn – Symfonia nr 83 g-moll „Kura”
15. Richard Wagner – Preludium do opery :Tristan i Izolda”

### CD 3 (łacińska)
1. Pietro Mascagni – „O amore, o bella luce del core (L’amico Fritz)”
2. Hector Berlioz – Symfonia fantastyczna, op. 14
3. Pietro Mascagni – „Rycerskość wieśniacza”
4. Claude Debussy – „Jeu de vagues (Morze)”
5. Maurice Ravel – „Sonata na skrzypce"
6. Ennio Morricone – „Gabriel’s Oboe (Misja)”
7. Joaquín Rodrigo – „Concierto de Aranjuez”
8. Heitor Villa-Lobos – „Bachianas brasileiras” nr 2
9. Enrique Granados – „Danzas españolas"
10. Isaac Albéniz – „Malagueña”, op. 165 nr 3
11. Camille Saint-Saëns – „Łabędź (Karnawał zwierząt)”
12. Manuel de Falla – „Canciones populares españolas"
13. Jules Massenet – „Manon!... Avez-vous peur que mon visage frole? (Manon)”
14. Charles Gounod – „Gloire immortelle de nos aïeux (Faust)”
15. Giuseppe Verdi – „Se quel guerrier... Celeste Aïda (Aida)”
16. Jacques Offenbach – Uwertura do „Orfeusza w piekle”

### CD 4 (reszta świata)
1. Maori Songs – „Tarakihi (The Locust)”
2. Leonard Bernstein – Uwertura do „Kandyda”
3. Ralph Vaughan Williams – „Symfonia Morska” nr 1
4. Astor Piazzolla – „Decarismo"
5. Ferenc Liszt – „La campanella"
6. Edvard Grieg – „Norweskie tańce”, op. 35
7. Benjamin Britten – „Now the hungry lions roars (A Midsummer Night’s Dream)”
8. Karl Jenkins – „Requiem: Lacrimosa"
9. Ralph Vaughan Williams – „Fantazja na temat Greensleeves"
10. Charles Wood – „Hail, gladdening light"
11. John Tavener – „Song for Athene”
12. Paul Dukas – Scherzo z „Ucznia czarnoksiężnika”
13. William Walton – Koncert na skrzypce i orkiestrę
14. Gustav Holst – „Venus, the Bringer of Peace (Planety)”
15. Edvard Grieg – Sonata a-moll na wiolonczelę i fortepian
16. Astor Piazzolla – „Concerto for Bandoneon and Orchestra: Muerte del Angel"
17. Vanessa-Mae – „Happy Valley"